# 福間納
福間納（1951年7月13日—）為日本的棒球選手，出生於島根縣大田市。他曾效力於日本職棒阪神虎等，守備位置為投手，1990年退休，生涯通算22勝。